# Sofia Rotaru
Sofia Rotaru (ucraïnès: Софія Михайлівна Ротару)  (Marshyntsi, 7 d'agost de 1947) Sofia Mikhàilivna Rotaru és una antiga cantant pop ucraïnesa (anteriorment soviètica) d'origen romanès.

## Biografia
Va nàixer a Màrxyntsi (Ма́ршинці), província de Txernivtsí, el 7 d'agost de 1947, i és d'origen moldau. Ha cantat moltes de les seves cançons en ucraïnès, però també ho ha fet en rus i en moldau (romanès). Va ser una de les cantants més famoses durant l'època de l'URSS amb cançons com "Txervona ruta" ("Червона рута", "ruda vermella" en ucraïnès) o "Романтикэ" ("Romàntica" en moldau).
Rotaru, anomenada "Bukovinsky Solovey" ("el rossinyol de Bucovina"), va sorgir el 1966 com a estrella del pop folklòric a la pel·lícula Solovei iz sela Marshyntsi ("El rossinyol de Marshyntsi") al món de parla romanesa i ucraïnesa, després que el seu mànager i futur marit, Anatoliy Yevdokymenko, li fes canviar el seu estil musical del folklore al pop amb Chervona Ruta.
El 1971, després del llançament de la pel·lícula musical Chervona Ruta, protagonitzada per Sofia Rotaru i els joves músics Vladimir Ivasyuk, Vasily Zinkevich i altres, es va crear el conjunt 'Chervona Ruta', que es va fer extremadament popular a tota l'URSS i va realitzar una reeixida gira per Polònia.
El 1972, va llançar l'àlbum multilingüe Sofia Rotaru, que va ser reeditat tres vegades i versionat per molts cantants, establint-se com una artista pop viable als països de l'ex Unió Soviètica. Va rebre reconeixement internacional per primera vegada després de participar en el Festival Internacional de Cançons Juvenils de 1968 a Bulgària i va guanyar el primer premi a Golden Orpheus el 1973 i el segon premi en la categoria de cançons poloneses al Festival Internacional de la cançó de Sopot a 1974.
Rotaru té més de 1.000 cançons en diferents idiomes com el rus, ucraïnès, romanès, anglès, espanyol, italià, alemany, polonès, serbi, búlgar, croat, eslovè, entre d'altres. Fa més de 50 anys que actua i va encapçalar el joc aeri de Moscou amb "Ja nazovu planetu imenem tvoim" (я назову планету именем твоим - en rus) el 2008.
Les seves cançons han esdevingut clàssics de l'era soviètica i també postsoviètica. A més Sofia Rotaru va participar en set pel·lícules musicals, començant el 1971 amb Txervona ruta ("Червона рута"). Va interpretar el paper principal en algunes altres com Gde ti, liubov? ("Где ты, любовь?", "On ets, amor?", 1980) i Duixà ("Душа", "ànima", 1981). Després va fer gires de concerts per tot el món: als Estats Units, Àsia, Europa i Austràlia. Se li han concedit dotzenes de premis, guardons de tota mena i també medalles.
Va ser, el 1986, la primera cantant de música pop a qui es va atorgar el títol prestigiós d'"Artista del Poble de l'URSS". L'anterior president d'Ucraïna Leonid Kutxma i el president de Rússia Vladímir Putin van recompensar Sofia Rotaru en agost de 2002 (quan feia 55 anys), lliurant-li la distinció més elevada d'Heroïna d'Ucraïna pels seus "mèrits personals excepcionals en l'àmbit de les arts" i la condecoració russa "Per mèrits a la Nació", respectivament.